# Baghpat (Distrikt)
Der Distrikt Baghpat (Hindi बागपत जिला, Urdu ضلع باغپت) ist ein Distrikt im nordindischen Bundesstaat Uttar Pradesh und Teil der National Capital Region.
Die Fläche beträgt 1321 km². Sitz der Verwaltung ist die Stadt Baghpat.

## Geschichte
Die Stadt Baghpat, nach der der Bezirk seinen Namen erhalten hat, leitet seinen Namen entweder von Vyagprastha („Land der Tiger“) oder von Vakyaprasth („Ort für das Reden“) ab. Die Stadt wurde schließlich in der Mogul-Ära Baghpat oder Bagpat genannt. Anfangs ein kleines Handelszentrum, gewann die Stadt nach dem indischen Aufstand von 1857 an Bedeutung und wurde zum Sitz des Tehsil Baghpat.
Der Distrikt Baghpat wurde im Jahr 1997 gegründet und aus dem ehemaligen Tehsil Baghpat des Distrikt Meerut geschaffen.

## Bevölkerung
Die Einwohnerzahl liegt bei 1.303.048 (2011). Die Bevölkerungswachstumsrate im Zeitraum von 2001 bis 2011 betrug 11,95 %. Baghpat hat ein Geschlechterverhältnis von 901 Frauen pro 1000 Männer. Der Distrikt hat eine Alphabetisierungsrate von 72,01 % im Jahr 2011, eine Steigerung von ca. 8 Prozentpunkten gegenüber dem Jahr 2001. Knapp 70 % der Bevölkerung sind Hindus, ca. 28 % sind Muslime und ca. 1 % sind Jainas.
Die Urbanisierungsrate des Distrikts betrug ca. 21 %. Die größte Stadt war Baraut mit 103.764 Einwohnern.